# Elvis Costello

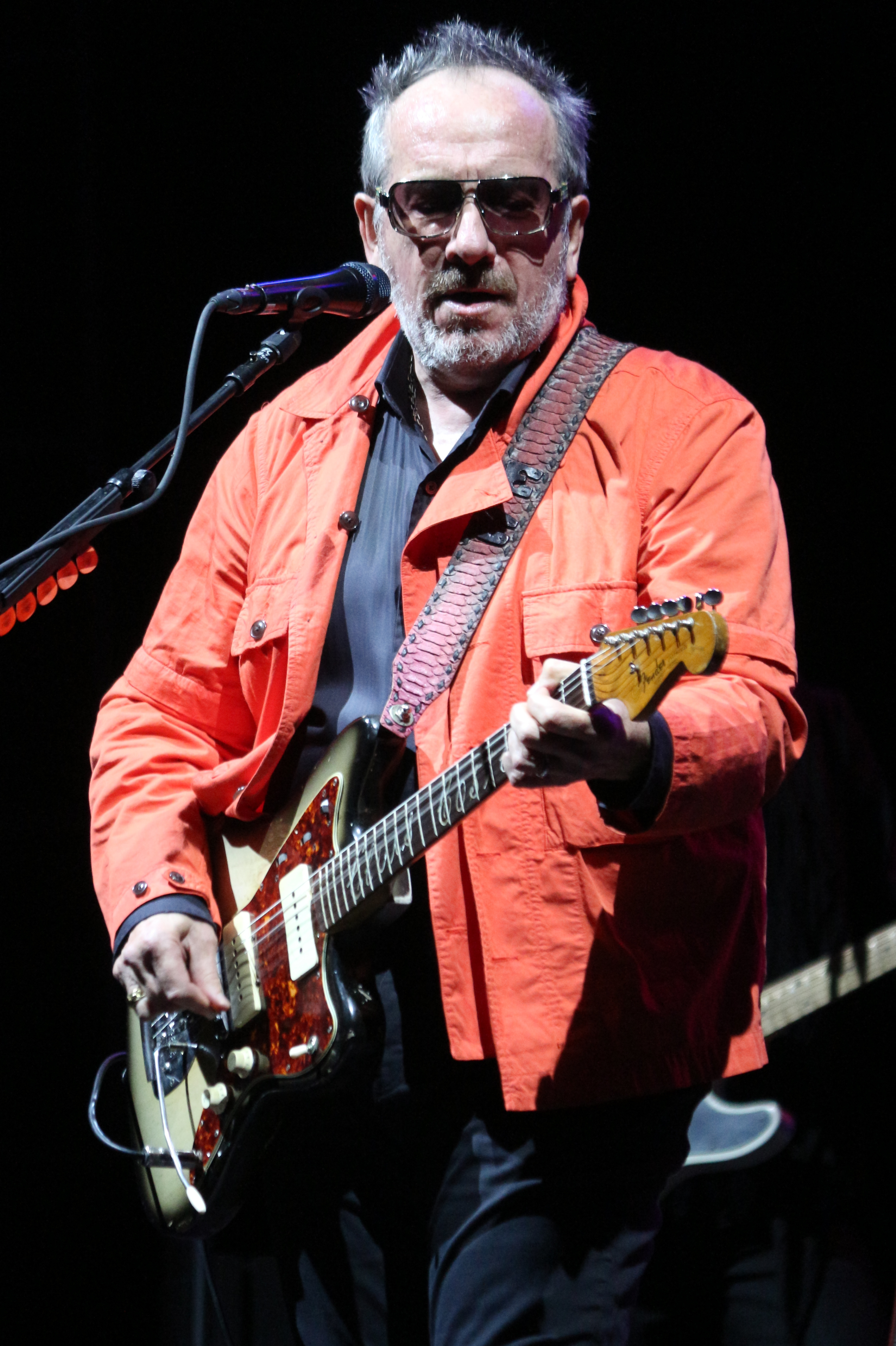
Elvis Costello, 2021

Elvis Costello, OBE (* 25. August 1954 in London; eigentlich Declan Patrick MacManus) ist ein britischer Musiker und Musikproduzent.

## Musikalischer Werdegang

### Anfänge

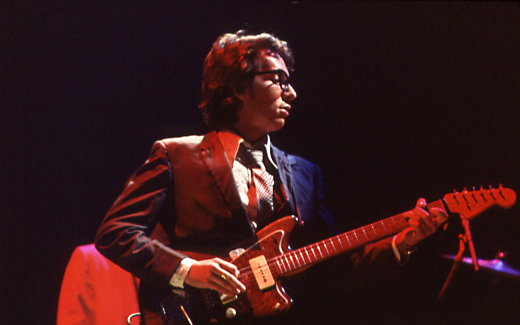
Elvis Costello, 1978

Elvis Costello, der eigentlich Declan McManus heißt, ist der Sohn von Ross McManus (1927–2011), einem in den 1950er und 1960er Jahren erfolgreichen englischen Sänger und Trompeter. Costello wuchs in London auf und zog 1971 mit 17 Jahren, nach der Trennung seiner Eltern, für kurze Zeit mit seiner Mutter nach Birkenhead. Hier gründete er mit einem Freund ein Folk-Duo namens Rusty.
1973 wieder in London, spielte er unter dem Namen D. P. Costello in Folk-Clubs – der Name Costello stammt von seiner Urgroßmutter väterlicherseits und war bereits von seinem Vater als Pseudonym verwendet worden. 1974 gründete er die Pubrockband Flip City, machte Demoaufnahmen und ging auf die Suche nach einem Label.
1977 wurde er von Jake Riviera für das Label Stiff Records unter Vertrag genommen. Auf Rat seines Managers änderte er seinen Künstlernamen in Elvis Costello (nach Elvis Presley und dem Nachnamen seiner Urgroßmutter). Costellos Aussehen erinnerte durch die große Brille anfangs etwas an Buddy Holly. Im Jahr des Vertragsabschlusses erschien sein erstes Album My Aim Is True. Begleitband war die Band Clover, die ursprünglich aus San Francisco stammte und auch mit Huey Lewis als Sänger auftrat, bevor dieser mit Huey Lewis and the News erfolgreich war. Schon dieses erste Album war in den britischen Charts erfolgreich. Über Columbia wurde es daraufhin auch in den USA veröffentlicht, wo es nach einem denkwürdigen Fernsehauftritt in Saturday Night Live die Top 40 der Billboard-Charts erreichte und ein Millionenseller wurde. Mit Watching the Detectives hatte er auch einen Single-Hit in den UK-Charts. Im Jahr darauf wurde er für einen Grammy als bester Newcomer nominiert.
Als Nächstes folgte er Riviera zu Radar Records. Die folgenden, ebenfalls von Nick Lowe produzierten Alben This Year’s Model und Armed Forces waren noch erfolgreicher und konnten vor allem in England bis auf vordere Chartränge vorstoßen. Dafür stellte er die feste Begleitband The Attractions zusammen, die ihn bis 1986 begleiteten. Die Albumproduktionen wurden aufwendiger, stilistisch wandelte er sich vom Pubrock des ersten Albums zu Pop-Rock-Klängen. This Year's Model wurde 2003 bei einer Umfrage des Magazins Rolling Stone auf Platz 98 der 500 besten Alben aller Zeiten gewählt, auch der Vorgänger und der Nachfolger kamen in die Bestenliste, ebenso wie das spätere Album Imperial Bedroom. Drei Lieder aus den ersten drei Alben stehen in der entsprechenden Songliste des Magazins. Aus Armed Forces stammt mit Oliver's Army auch einer seiner bekanntesten und erfolgreichsten Songs. Mit Platz zwei in den UK-Charts ist es sein bestplatziertes Lied. Das Album erreichte ebenfalls Platz zwei und war mit Platz 10 sein bestplatziertes Album in den USA. Sein dortiger Erfolg wurde selbst von einem kleineren Skandal nicht geschmälert. Während eines Wortgefechts in einer Kneipe in Florida ließ er sich abfällig über afroamerikanische Musiker aus. Costello musste seine US-Tour abbrechen, obwohl er sich entschuldigte und bei Rock Against Racism auftrat. Daraufhin fielen die Verkaufszahlen für das Album Armed Forces, das aber trotzdem ein erneuter Millionenseller wurde.

### 1980er Jahre

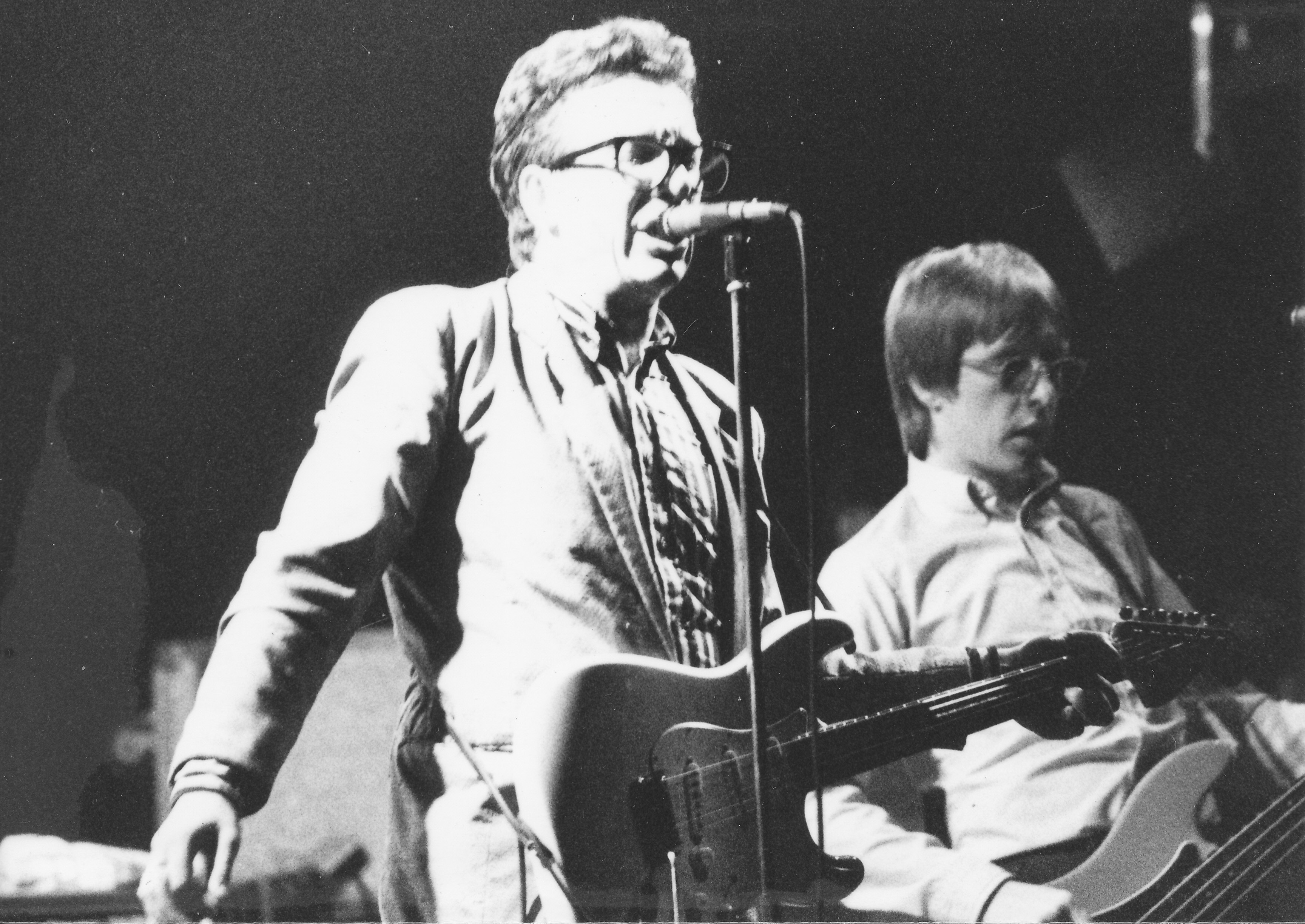
Live im Metropol-Theater Berlin, 1980

Zurück in England wurde Costello zum Produzenten der Specials, einer der erfolgreichsten englischen Ska-Bands neben Madness. 1980 erschien sein viertes, von alten Motown- und Stax-Aufnahmen geprägtes Album Get Happy! Zum zweiten Mal war er Riviera zu dessen neuem Label F. Beat gefolgt. Mit dem Album war Costello nicht ganz so erfolgreich, mit I Can't Stand Up for Falling Down enthielt es jedoch einen Nummer-4-Hit.
Das nächste Album mit dem Titel Trust erschien ein Jahr später und enthielt einen Stilmix verschiedener Musikrichtungen bis hin zu Jazzanklängen. Das zweite Album im Jahr 1981 war Almost Blue, ein Album mit Country-Covern, produziert vom erfolgreichen Country-Produzenten Billy Sherrill. Costellos Fans machten seine Stilwechsel mit. Die Single A Good Year for the Roses war der dritte seiner insgesamt drei Top-Ten-Hits in den britischen Singlecharts. 1982 erschien Imperial Bedroom. Für die technische Qualität sorgte Geoff Emerick, der für die Bearbeitung mehrerer Beatles-Alben bekannt geworden war. Costello führte die Lieder des Albums mit seiner Begleitband The Attractions und dem Royal Philharmonic Orchestra auch in London live auf. Obwohl es kommerziell nicht ganz so erfolgreich war, kam das Popalbum in der Rolling-Stone-Liste auf Platz 166.
Im Jahr 1983 nahm Costello mit den Produzenten Clive Langer und Alan Winstanley das poporientierte Album Punch the Clock auf, an dem neben Caron Wheeler und Claudia Fontaine alias Afrodiziak als Backgroundsängerinnen einer Bläsersektion (TKO-Horns) der Jazz-Trompeter Chet Baker mitwirkte.
1984 war Costello zudem Produzent für die Folk-Punk-Band The Pogues, mit der er auch auf Konzerten auftrat und deren Bassistin Cait O’Riordan er anschließend heiratete. Im selben Jahr erschien das wieder mit Langer und Winstanley produzierte Album Goodbye Cruel World, zu dessen Neuveröffentlichung auf CD er 1995 schrieb: “Congratulations! You’ve just purchased our worst album” („Herzlichen Glückwunsch! Sie haben gerade unser schlechtestes Album gekauft“).
Costello hatte in acht Jahren neun Studioalben veröffentlicht. 1985 war das erste Jahr, in dem es kein neues Album gab, stattdessen erschien eine Single mit T Bone Burnett sowie zwei Best-of-Alben in Großbritannien bzw. den USA. Das US-Album wurde sein dritter Millionenseller. Dennoch war in diesem Jahre seine Stimme bei einer Neuveröffentlichung zu hören, dem im April erschienenen vierten Studioalben der Eurythmics Be Yourself Tonight, auf dem er im Duett mit Annie Lennox den 6. Song Adrian sang. Im Jahr darauf kehrte er mit King of America zurück, bei dem er erstmals wieder (fast) ohne die „Attractions“ und stattdessen mit Studiomusikern in Los Angeles arbeitete. Als Interpretennamen wählte er The Costello Show. Stilistisch wandte er sich wieder mehr dem Rock und Country früherer Werke zu; es war aber das erste Album nach dem Debütalbum, das die Top Ten verpasste. Das noch im selben Jahr nachgeschobene Blood and Chocolate setzte den Rückgriff auf seine musikalischen Anfänge fort. Mit Nick Lowe engagierte er erneut den Produzenten seines zweiten Albums und auch die Attractions waren wieder mit dabei.
Nach 1986 folgte ein Bruch, Costello nahm sich eine Auszeit und wechselte zu Warner. Auch von den Attractions trennte er sich bei den folgenden Produktionen wieder. Erst nach drei Jahren erschien 1989 ein neues Album, der Rock-Pop-Rundumschlag Spike. Das Album gehört zu seinen erfolgreicheren, es erreichte in Großbritannien und den USA Goldstatus. Die Single Veronica, auf der auch der Co-Autor des Songs, Paul McCartney, zu hören ist, wurde zu seiner erfolgreichsten in den USA.

### 1990er Jahre
Auf dem Album Mighty Like a Rose (1991) sind – wie auch auf McCartneys Alben aus dieser Zeit – einige gemeinsame Songs von Costello und McCartney zu hören. Mit diesem Album kam er erstmals in der Schweiz in die Charts.
Ab 1992 arbeitete er mit den Streichern des Brodsky Quartets zusammen. Es entstand das Album The Juliet Letters. Costello interessierte sich in den 1990er Jahren verstärkt für die klassische Musik. 1993 schrieb er die Songs für das Debütalbum der Sängerin Wendy James. 1994 veröffentlichte er seine erste Filmmusik, die er zusammen mit Richard Harvey für die BBC-Serie G. B. H. komponierte. Im selben Jahr trat er mit Tony Bennett bei MTV Unplugged auf.
Nach verschiedenen musikalischen Ausflügen kehrte er noch 1994 zu den rauen Aufnahmen der Anfangsjahre zurück. Für zwei Alben schloss er sich wieder mit den Attractions zusammen. Brutal Youth wurde ein rockiges Album, obwohl es von Mitchell Froom zurückhaltend produziert worden war. Außerdem ging er mit der Band auf Welttournee. Das zwei Jahre später veröffentlichte All This Useless Beauty enthielt Neuaufnahmen von Songs, die Costello ursprünglich für andere Künstler wie Johnny Cash, Dusty Springfield, Aimee Mann oder Roger McGuinn geschrieben hatte. Damit war die Zeit mit den Attractions beendet.
Dazwischen erschien 1995 ein Soloalbum mit dem Titel Kojak Variety mit unbekannteren, älteren Coversongs, das relativ wenig Beachtung fand. Die Orientierung in Richtung 1960er Jahre führte auch zur Zusammenarbeit mit Burt Bacharach. Zuerst nahmen sie nur das Lied God Give Me Strength gemeinsam auf und beschlossen dann, an einem Kollaborationsalbum zu arbeiten, das 1998 erschien. Painted from Memory fand große Anerkennung und für den Song I Still Have That Other Girl wurden beide mit einem Grammy für die beste Popdarbietung als Duett ausgezeichnet.
Costellos Interpretation des Bacharach-Klassikers I’ll Never Fall In Love Again gehört zum Soundtrack von Austin Powers 2, in dem er einen kurzen Auftritt mit Bacharach als Straßenmusiker hatte. Ein weiteres filmisches Engagement zu dieser Zeit war ein Auftritt in Spiceworld – Der Film von den Spice Girls. Daneben komponierte er einen Beitrag zum Soundtrack von The Big Lebowski.
Mit dem Titel She ist er auf dem Soundtrack zu Notting Hill als Interpret zu hören.

### Ab 2000

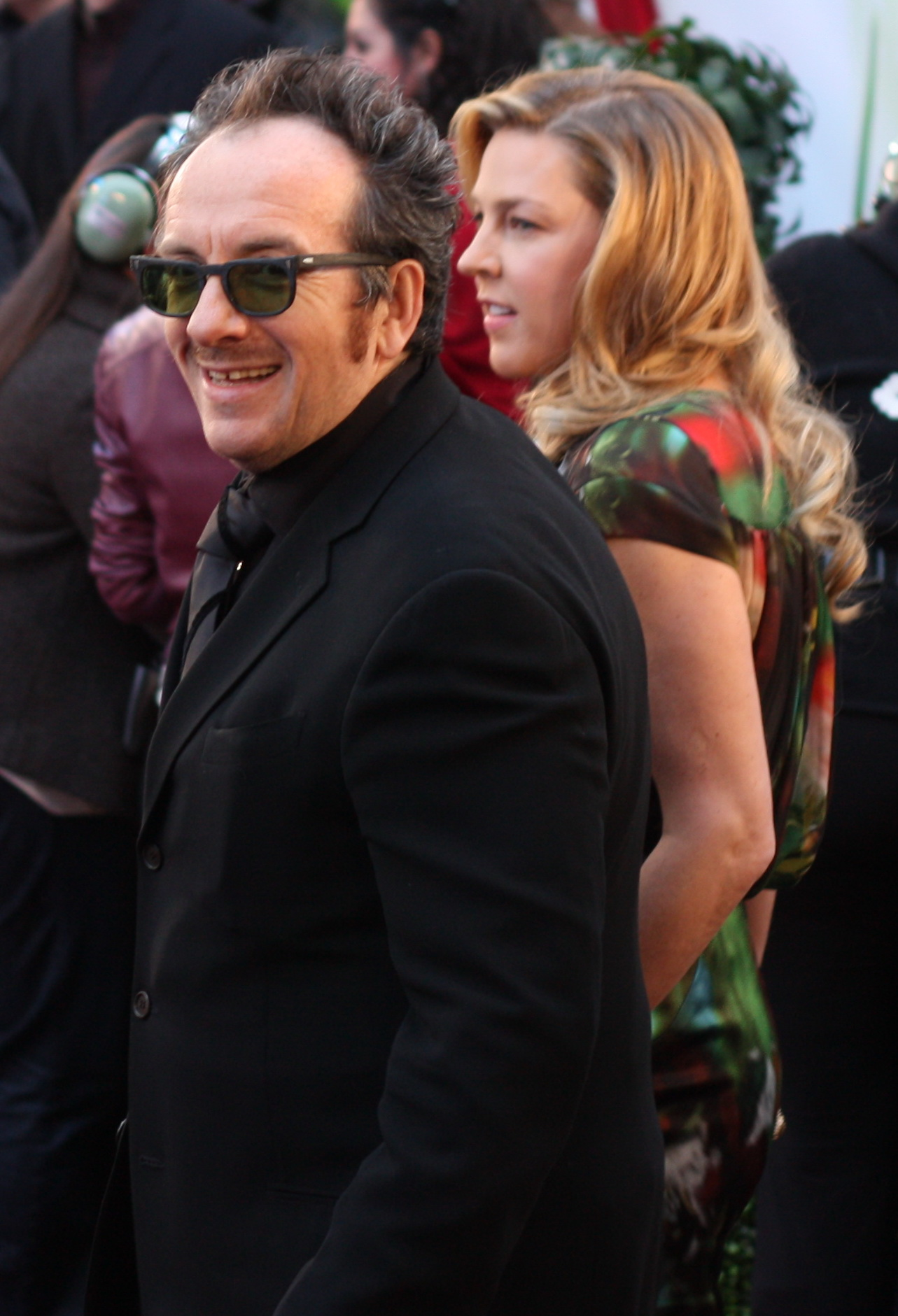
Elvis Costello und Diana Krall 2009

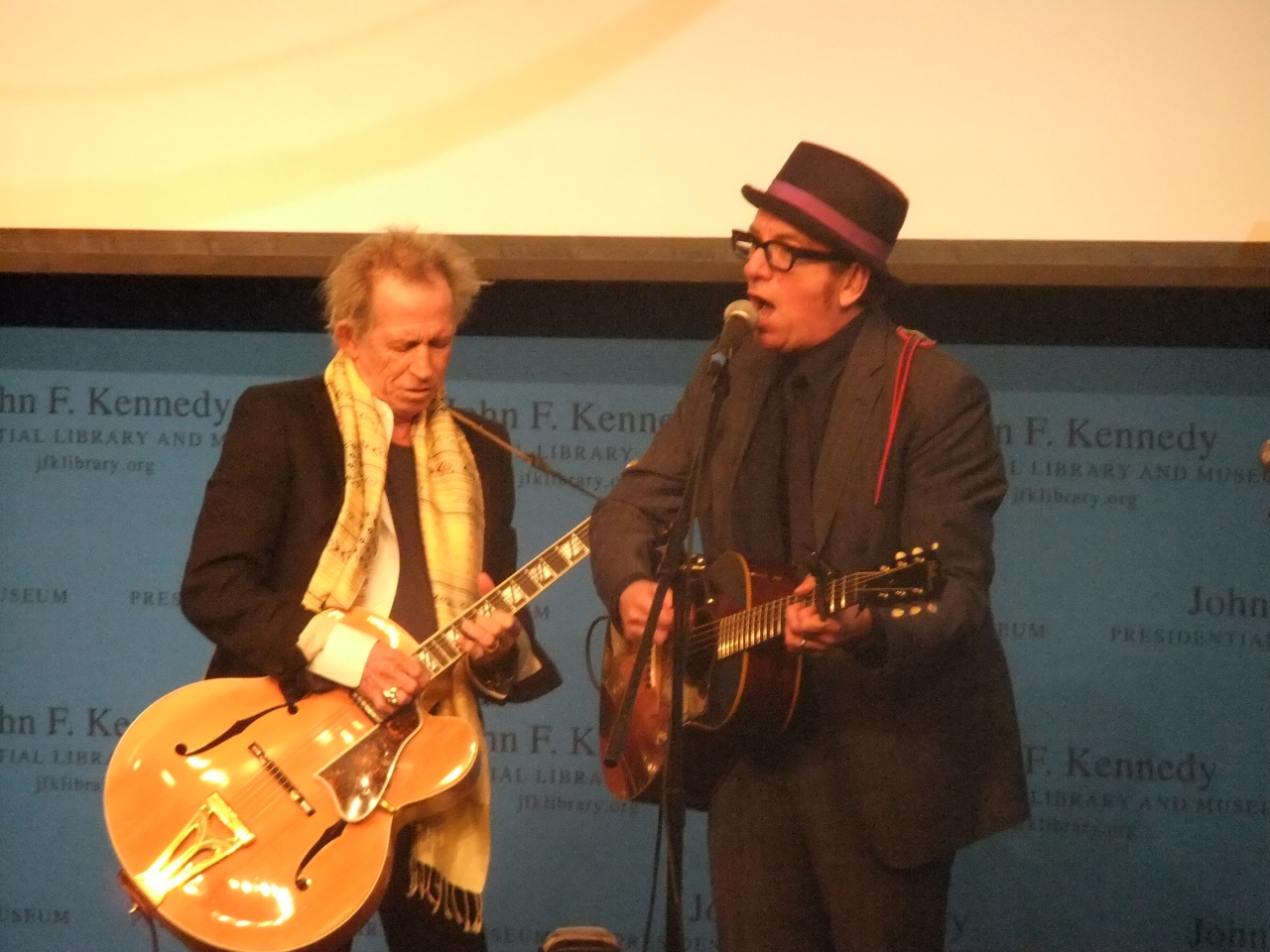
Keith Richards und Elvis Costello – Auftritt am 26. Februar 2012 für Chuck Berry und Leonard Cohen, die ersten Empfänger des Pen Awards für „Song Lyrics of Literary Excellence“, an der JFK Presidential Library in Boston

Ein erneuter Ausflug in die klassische Musik folgte 2001. In Zusammenarbeit mit der von ihm verehrten schwedischen Mezzosopranistin Anne Sofie von Otter veröffentlichte er mit dem Album For the Stars einen der gelungeneren Ausflüge einer Klassik-Größe in die Popmusik. Das Album brachte ihm seine erste Chartplatzierung in Deutschland ein.
Dies wirkte sich auch auf sein folgendes Album aus. Mit When I Was Cruel veröffentlichte Costello 2002 seit langem wieder ein eigenes Rockalbum. Damit kam er zum ersten Mal in allen deutschsprachigen Ländern in die Charts und in den USA war es überhaupt erst sein drittes Album, das es in die Top 20 schaffte. Dazu entstand aus seinen Tourmusikern die neue Begleitband The Imposters, darunter auch Steve Nieve von den Attractions. 2003 wurde Elvis Costello in die Rock and Roll Hall of Fame aufgenommen.
Inzwischen war Costello eine Beziehung mit der kanadischen Jazzmusikerin Diana Krall eingegangen, die er Ende 2003 heiratete. Dies hatte auch großen Einfluss auf sein nächstes Album North, das einem Liedzyklus mit Klassik- und Jazzeinflüssen entspricht. Auch bei seinem nächsten Album arbeitete er an einem zusammenhängenden Werk, diesmal wieder in Richtung Rock. Er verwarf jedoch sein ursprüngliches Konzept, auch The Delivery Man wurde eher ein Songzyklus. Auf dem 2004 veröffentlichten Album wurde er offiziell von den Imposters begleitet. Im selben Jahr trat Costello bei der Oscarverleihung mit T-Bone Burnett auf, um einen gemeinsam komponierten und für den Oscar nominierten Song für den Film Unterwegs nach Cold Mountain zu präsentieren. 2004 nahm er auch zusammen mit dem London Symphony Orchestra Il Sogno auf, das für eine Ballettaufführung von Shakespeares Sommernachtstraum komponiert wurde.
Als 2005 der Hurrikan Katrina New Orleans verwüstete, gehörte Costello zu den Musikern, die bei Benefizkonzerten für die Opfer der Katastrophe auftraten. Dabei lernte er den aus der Stadt stammenden Blues-Musiker Allen Toussaint kennen. Daraus entwickelte sich eine Zusammenarbeit, die in dem Album The River in Reverse mündete. Als weitere Mitwirkende sind darauf The Imposters, The Crescent City Horns und Anthony Brown zu hören. Das Album, das Klassiker von Toussaint und neue Songs der beiden umfasst, war für einen Grammy als bestes Popalbum nominiert. Im März 2006 erschien außerdem ein neues Album mit einem Konzertmitschnitt von Juli 2004, als Costello beim North Sea Jazz Festival in Den Haag zusammen mit dem Metropole Orkest unter der Leitung von Vince Mendoza auftrat. Der Live-Mitschnitt bietet einen Querschnitt durch sein musikalisches Schaffen vom Rock ’n’ Roll der achtziger Jahre (Clubland) bis zur Kammermusik (Put Away Forbidden Playthings) der Neunziger. Beide Alben waren nur in den USA erfolgreich, kamen dort aber nicht in die Top 100. Im Juni 2006 trat Costello bei den Decades of Rock 2006 auf und spielte mit Billie Joe Armstrong Lieder beider Musiker, zum Beispiel Alison von Elvis Costello und Basket Case von Green Day.
Seine nächste Veröffentlichung war ein Rockalbum mit den Imposters. Momofuku (der Titel ist eine Reminiszenz an den Erfinder der Instantnudeln Momofuku Andō). Er kam damit in Großbritannien erneut nicht in die Charts, was die bis dahin längste Zeit ohne Charterfolg in seiner Heimat bedeutete.
2009 arbeitete er mit T-Bone Burnett zusammen und er versuchte sich wieder im Country-Folk-Bereich. Das Album Secret, Profane and Sugarcane kam in den USA gut an, wo er in die Top 20 zurückkehrte. Nur ein Jahr später erschien National Ransom, ebenfalls mit Burnett, mit dem er musikalisch und vom Erfolg her an den Vorgänger anknüpfte.
Am 15. Mai 2010 sagte Costello aus Protest gegen die israelische Siedlungspolitik und die Repressionen der palästinensischen Bevölkerung zwei Konzerte in Israel ab. In einem Statement auf seiner Website schrieb er: „Ich muss glauben, dass das Publikum der Konzerte aus vielen Menschen bestanden hätte, die die Siedlungspolitik ihrer Regierung hinterfragen und Verhältnisse verurteilen, die palästinensische Zivilisten im Namen nationaler Sicherheit Einschüchterung, Erniedrigung und noch Schlimmerem aussetzen. Ich entschuldige mich zutiefst bei den enttäuschten Konzertbesuchern sowie den Organisatoren.“ Im Juni 2010 trat er anlässlich der Verleihung des Gershwin Prize an Paul McCartney mit dem Lied We Can Work It Out im Weißen Haus auf.
Danach legte Costello erneut eine Produktionspause ein, in der ein Luxus-Livealbum mit den Imposters (Preis $ 262) und eine Kompilation seiner Filmmusik erschien, bevor er 2013 mit einer neuen Produktion zurückkehrte. Wieder versuchte er einen neuen Ansatz, indem er zusammen mit der Hip-Hop-Formation The Roots seinen älteren Songs einen neuen Anstrich gab. Mit dem Album erreichte er gute Chartplatzierungen, auch in den deutschsprachigen Ländern.
Im Juli 2018 musste Costello seine Tournee unterbrechen, weil er an einem „kleinen, aber sehr bösartigen Krebsgeschwür“ leide.

### Privates
Costello ist zum dritten Mal verheiratet. Die erste Ehe wurde 1974 mit Mary Burgoyne geschlossen, mit der er 1975 einen Sohn bekam. 1986 heiratete er die ehemalige Pogues-Musikerin Cait O’Riordan; das Paar ließ sich 2002 wieder scheiden.
2003 heirateten Costello und die kanadische Jazzpianistin und Sängerin Diana Krall, im Dezember 2006 bekam das Paar Zwillinge. Das Album North handelt von dieser Beziehung.
Seit den frühen 1980er Jahren ist Costello Vegetarier, nachdem er den Dokumentarfilm The Animals Film (1981) gesehen hatte, der auch seinen Song „Pills and Soap“ (1983) inspirierte. Im Januar 2013 tat sich Costello mit Paul McCartney zusammen, um eine Werbekampagne für vegetarische Lebensmittel der Marke Linda McCartney Foods zu kreieren.

## Instrumente
Für sein akustisches Gitarrenspiel bevorzugt Elvis Costello Westerngitarren des amerikanischen Traditionsherstellers Gibson. Ihm zu Ehren brachte Gibson die Elvis Costello Limited-Signature-Gitarre heraus. Bei E-Gitarren bevorzugt er Modelle von Fender.

## Sonstiges
- In der Sitcom Frasier spielt Costello in Folge 20 der zehnten Staffel einen arbeitslosen Folkmusiker, der im Café Nervosa die Crane-Brüder vorübergehend aus deren Refugium vertreibt. Als er die langersehnte Anstellung bei einer Bank erhält, ermöglicht er damit die Rückkehr der beiden Psychologen in ihr Stammcafé.

- Für die Episode zwei der zweiten Staffel von Dr. House lieferte Costello eine Coverversion von Beautiful (Original: Christina Aguilera). Der Song wird am Ende gespielt, als House ein Motorrad Probe fährt; zum Episodenbeginn war das Original bei der Patientin der Woche zu hören. Das Stück wurde Ende 2007 erstmals in voller Länge auf dem Originalsoundtrack zur Serie veröffentlicht.

- Elvis Costello spielte in der ersten Episode der zweiten Staffel von Two and a Half Men mit,[15] zusammen mit Sean Penn, Bobby Cooper und Harry Dean Stanton. Sie alle sind dort Mitglieder einer Selbsthilfegruppe, die sich in Charlie Harpers (Charlie Sheen) Haus zusammengefunden haben, um über ihre Probleme zu reden.

- Costello war in der letzten (22.) Episode der dritten Staffel der Sitcom 30 Rock zu sehen. Zusammen mit weiteren bekannten Musikern (Mary J. Blige, Sheryl Crow, Cyndi Lauper, Rachael Yamagata, Wyclef Jean, Michael McDonald, Steve Earle, Clay Aiken, Adam Levine und Talib Kweli) spielt er sich selbst und gibt ein Benefizkonzert für den Vater eines der Protagonisten (Alec Baldwin). Dieser unterstellt Costello, er wäre in Wahrheit ein international gesuchter Kunstdieb, der den Namen „Elvis Costello“ nur benutze, um vor der Polizei unterzutauchen.

- In der Simpsons-Folge It's only Rock 'n' Roll (Im Original How I Spent My Strummer Vacation) ist Elvis Costello zusammen mit anderen bekannten Rockmusikern als Zeichentrickfigur zu sehen und spricht die Rolle auch selbst.

- Der Rolling Stone listete Costello auf Rang 80 der 100 der größten Musiker sowie auf Rang 24 der 100 größten Songwriter aller Zeiten.[16][17]

## Diskografie
Studioalben

| Jahr | Titel Musiklabel Katalog-Nr.                                | Höchstplatzierung, Gesamtwochen, AuszeichnungChartplatzierungen (Jahr, Titel, Musiklabel Katalog-Nr., Platzierungen, Wochen, Auszeichnungen, Anmerkungen) | Höchstplatzierung, Gesamtwochen, AuszeichnungChartplatzierungen (Jahr, Titel, Musiklabel Katalog-Nr., Platzierungen, Wochen, Auszeichnungen, Anmerkungen) | Höchstplatzierung, Gesamtwochen, AuszeichnungChartplatzierungen (Jahr, Titel, Musiklabel Katalog-Nr., Platzierungen, Wochen, Auszeichnungen, Anmerkungen) | Höchstplatzierung, Gesamtwochen, AuszeichnungChartplatzierungen (Jahr, Titel, Musiklabel Katalog-Nr., Platzierungen, Wochen, Auszeichnungen, Anmerkungen) | Höchstplatzierung, Gesamtwochen, AuszeichnungChartplatzierungen (Jahr, Titel, Musiklabel Katalog-Nr., Platzierungen, Wochen, Auszeichnungen, Anmerkungen) | Anmerkungen                                                                                       |
| Jahr | Titel Musiklabel Katalog-Nr.                                | DE | AT | CH | UK | US | Anmerkungen                                                                                       |
| ---- | ----------------------------------------------------------- | --- | --- | --- | --- | --- | ------------------------------------------------------------------------------------------------- |
| 1977 | My Aim Is True Stiff SEEZ 3 / Columbia 35037                | — | — | — | UK14 Silber · (12 Wo.)UK | US32 Platin · (36 Wo.)US | Erstveröffentlichung: 22. Juli 1977 Platz 168 der Rolling-Stone-500                               |
| 1978 | This Year’s Model Radar RAD 3 / Columbia 35331              | — | — | — | UK4 Gold · (14 Wo.)UK | US30 Gold · (17 Wo.)US | Erstveröffentlichung: 17. März 1978 mit The Attractions Platz 98 der Rolling-Stone-500            |
| 1979 | Armed Forces Radar RAD 14 / Columbia 35709                  | — | — | — | UK2 Platin · (28 Wo.)UK | US10 Gold · (17 Wo.)US | Erstveröffentlichung: 5. Januar 1979 mit The Attractions Platz 482 der Rolling-Stone-500          |
| 1980 | Get Happy! F-Beat XXLP1 / Columbia 36347                    | — | — | — | UK2 Gold · (14 Wo.)UK | US11 (15 Wo.)US | Erstveröffentlichung: 15. Februar 1980 mit The Attractions                                        |
| 1981 | Trust F-Beat XXLP 11 / Columbia 37051                       | — | — | — | UK9 (7 Wo.)UK | US28 (15 Wo.)US | Erstveröffentlichung: 23. Januar 1981 mit The Attractions                                         |
| 1981 | Almost Blue F-Beat XXLP 13 / Columbia 37562                 | — | — | — | UK7 Gold · (18 Wo.)UK | US50 (13 Wo.)US | Erstveröffentlichung: 23. Oktober 1981 mit The Attractions                                        |
| 1982 | Imperial Bedroom F-Beat XXLP 17 / Columbia 38157            | — | — | — | UK6 (12 Wo.)UK | US30 (25 Wo.)US | Erstveröffentlichung: 2. Juli 1982 mit The Attractions Platz 166 der Rolling-Stone-500            |
| 1983 | Punch the Clock F-Beat XXLP 19 / Columbia 38897             | — | — | — | UK3 (13 Wo.)UK | US24 (24 Wo.)US | Erstveröffentlichung: 5. August 1983 mit The Attractions                                          |
| 1984 | Goodbye Cruel World F-Beat ZL 70317 / Columbia 39429        | — | — | — | UK10 Silber · (10 Wo.)UK | US35 (21 Wo.)US | Erstveröffentlichung: 18. Juni 1984 mit The Attractions                                           |
| 1986 | King of America F-Beat ZL 70496 / Columbia 40173            | — | — | — | UK11 Silber · (10 Wo.)UK | US39 (18 Wo.)US | Erstveröffentlichung: 21. Februar 1986 als The Costello Show feat. The Attractions & Confederates |
| 1986 | Blood & Chocolate Imp XFIEND 80 / Columbia 40518            | — | — | — | UK16 Gold · (5 Wo.)UK | US84 (11 Wo.)US | Erstveröffentlichung: 15. September 1986 mit The Attractions                                      |
| 1989 | Spike Warner WX 238 / Warner 25848                          | — | — | — | UK5 Gold · (16 Wo.)UK | US32 Gold · (25 Wo.)US | Erstveröffentlichung: 6. Februar 1989                                                             |
| 1991 | Mighty Like a Rose Warner WX 419 / Warner 26575             | — | — | CH35 (2 Wo.)CH | UK5 Silber · (6 Wo.)UK | US55 (7 Wo.)US | Erstveröffentlichung: 14. Mai 1991                                                                |
| 1991 | G.B.H. Demon                                                | — | — | — | — | — | Erstveröffentlichung: Juli 1991 mit Richard Harvey                                                |
| 1993 | The Juliet Letters Warner 2451 802 / Warner 45180           | — | — | — | UK18 (3 Wo.)UK | US125 (8 Wo.)US | Erstveröffentlichung: 19. Januar 1993 mit dem Brodsky Quartet                                     |
| 1994 | Brutal Youth Warner 2455 352 / Warner 45535                 | — | — | CH40 (1 Wo.)CH | UK2 Silber · (6 Wo.)UK | US34 (10 Wo.)US | Erstveröffentlichung: 8. März 1994 mit The Attractions                                            |
| 1995 | Kojak Variety Warner 2459 032 / Warner 45903                | — | — | — | UK21 (3 Wo.)UK | US102 (3 Wo.)US | Erstveröffentlichung: 9. Mai 1995 Coveralbum                                                      |
| 1996 | All This Useless Beauty Warner 2461 982 / Warner 46198      | — | — | — | UK28 (5 Wo.)UK | US53 (5 Wo.)US | Erstveröffentlichung: 14. Mai 1996 mit The Attractions                                            |
| 1998 | Painted from Memory Mercury 538 002-2                       | — | — | — | UK32 Silber · (5 Wo.)UK | US78 (6 Wo.)US | Erstveröffentlichung: 29. September 1998 mit Burt Bacharach                                       |
| 2001 | For the Stars Deutsche Grammophon 4695302                   | DE59 (5 Wo.)DE | — | — | UK67 (2 Wo.)UK | — | Erstveröffentlichung: 10. April 2001 mit Anne Sofie von Otter                                     |
| 2002 | When I Was Cruel Mercury 5868292 / Island 586775            | DE60 (3 Wo.)DE | AT73 (2 Wo.)AT | CH58 (5 Wo.)CH | UK17 Silber · (5 Wo.)UK | US20 (9 Wo.)US | Erstveröffentlichung: 23. April 2002                                                              |
| 2003 | North Deutsche Grammophon 9809656 / 000999                  | DE84 (2 Wo.)DE | — | — | UK44 (1 Wo.)UK | US57 (3 Wo.)US | Erstveröffentlichung: 23. September 2003                                                          |
| 2004 | The Delivery Man Lost Highway 9863727 / Lost Highway 002593 | DE100 (1 Wo.)DE | — | — | UK73 (1 Wo.)UK | US40 (4 Wo.)US | Erstveröffentlichung: 21. September 2004 mit The Imposters                                        |
| 2004 | Il Sogno Deutsche Grammophon                                | — | — | — | — | — | Erstveröffentlichung: 21. September 2004 mit London Symphony Orchestra & Michael Tilson Thomas    |
| 2006 | The River in Reverse Verve 985 605-7                        | — | — | — | UK97 (1 Wo.)UK | US103 (3 Wo.)US | Erstveröffentlichung: 6. Juni 2006                                                                |
| 2008 | Momofuku Lost Highway / Universal                           | — | — | — | — | US59 (1 Wo.)US | Erstveröffentlichung: 22. April 2008 mit The Imposters                                            |
| 2009 | Secret, Profane and Sugarcane Hearmusic 7231280 / Universal | — | — | — | UK71 (1 Wo.)UK | US13 (6 Wo.)US | Erstveröffentlichung: 9. Juni 2009                                                                |
| 2010 | National Ransom Concord/Decca 7232142                       | — | — | — | UK71 (1 Wo.)UK | US39 (2 Wo.)US | Erstveröffentlichung: 25. Oktober 2010                                                            |
| 2013 | Wise Up Ghost (And Other Songs 2013) Blue Note 3744054      | DE29 (2 Wo.)DE | AT48 (1 Wo.)AT | CH12 (4 Wo.)CH | UK28 (2 Wo.)UK | US16 (4 Wo.)US | Erstveröffentlichung: 17. September 2013 mit Roots                                                |
| 2018 | Look Now Concord                                            | DE32 (2 Wo.)DE | AT21 (2 Wo.)AT | CH37 (1 Wo.)CH | UK14 (2 Wo.)UK | US46 (1 Wo.)US | Erstveröffentlichung: 12. Oktober 2018 mit The Imposters; Grammy (Pop)                            |
| 2020 | Hey Clockface Concord                                       | DE91 (1 Wo.)DE | — | CH88 (1 Wo.)CH | UK39 (1 Wo.)UK | — | Erstveröffentlichung: 30. Oktober 2020                                                            |
| 2022 | The Boy Named If EMI                                        | DE41 (2 Wo.)DE | AT47 (2 Wo.)AT | CH15 (3 Wo.)CH | UK6 (1 Wo.)UK | US200 (1 Wo.)US | Erstveröffentlichung: 14. Januar 2022 mit The Imposters                                           |

grau schraffiert: keine Chartdaten aus diesem Jahr verfügbar

## Belege
1. ↑  Rolling-Stone-Redaktion: Die besten Songwriter aller Zeiten (24): Elvis Costello. In: Rolling Stone. 14. November 2024, abgerufen am 16. November 2024 (deutsch).
2. ↑  The Elvis Costello Home Page - Biography. Abgerufen am 6. Juni 2021.
3. ↑  Week in Rock History: Elvis Costello Defies 'Saturday Night Live'. In: Rolling Stone, 12. Dezember 2011
4. ↑  Elvis Costello and the Attractions | Rock & Roll Hall of Fame. Abgerufen am 6. Juni 2021.
5. ↑  it is after cosiderable contemplation - Yellow Press - Elvis Costello. 14. Februar 2011, archiviert vom Original; abgerufen am 16. November 2024.
6. ↑   Kulturboykott. Die BDS-Bewegung in Israel, 3sat, 1. Oktober 2010. Abgerufen am 16. Januar 2011
7. ↑  Paul McCartney: The Lyrics: 1956 to Present. W. W. Norton & Company, New York 2021; deutsch: Lyrics. 1956 bis heute. Hrsg. mit einer Einleitung von Paul Muldoon. Aus dem Englischen übersetzt von Conny Lösche. C. H. Beck, München 2021, ISBN 978-3-406-77650-2, S. 146–151, hier: S. 149.
8. ↑  The Return of the Spectacular Spinning Songbook!!! - Elvis Costello, Elvis Costello & the Imposters | Songs, Reviews, Credits | AllMusic. Abgerufen am 6. Juni 2021 (englisch).
9. ↑  Elvis Costello: Diagnose „aggressiver“ Krebs zwingt ihn zum Tourstopp. 6. Juli 2018, abgerufen am 6. Juni 2021 (deutsch).
10. ↑  Goodbye, cruel UK: Elvis Costello turns his back on his native land. 18. September 2011, abgerufen am 6. Juni 2021 (englisch).
11. ↑  Julie Christie, Richard Course, Sandy Dennis: The Animals Film. Beyond the Frame, Slick Pix, abgerufen am 24. November 2024.
12. ↑  Nick Paumgarten: Brilliant Mistakes. Archiviert vom Original; abgerufen am 28. März 2021 (amerikanisches Englisch).
13. ↑  Elvis Costello voices ad for new Linda McCartney vegetarian food range. 18. Januar 2013, abgerufen am 28. März 2021 (englisch).
14. ↑  Die Elvis Costello Limited-Signature auf gibson.com (Memento vom 30. Mai 2012 im Internet Archive), abgerufen am 11. Mai 2012
15. ↑  Internet Movie Database  Two and a Half Men, Staffel 2 Episode 1: Back Off Mary Poppins (2004)
16. ↑  100 Greatest Artists of All Time. Rolling Stone, 2. Dezember 2010, archiviert vom Original (nicht mehr online verfügbar) am 3. November 2017; abgerufen am 7. August 2017 (englisch).
17. ↑  The 100 Greatest Songwriters of All Time. Rolling Stone, August 2015, abgerufen am 7. August 2017 (englisch).

| Personendaten    | Personendaten                              |
| ---------------- | ------------------------------------------ |
| NAME             | Costello, Elvis                            |
| ALTERNATIVNAMEN  | MacManus, Declan Patrick (wirklicher Name) |
| KURZBESCHREIBUNG | britischer Musiker                         |
| GEBURTSDATUM     | 25. August 1954                            |
| GEBURTSORT       | London                                     |